# یوتو
یوتو (U2) یک گروه موسیقی راک ایرلندی است که در سال ۱۹۷۶ در دوبلین شکل گرفت، و امروزه به‌عنوان یکی از معروف‌ترین، محبوب‌ترین و پرافتخارترین گروه‌های موسیقی محسوب می‌شود. اعضای گروه یوتو شامل پال دیوید هیوسن معروف به بونو، دیوید هاول ایوانز معروف به اِدج، آدام کلیتون و لری مولن جونیور می‌باشد.
گروه یوتو تاکنون بیش از ۵۱ میلیون آلبوم تنها در آمریکا و بیش از ۱۷۰ میلیون آلبوم در سرتاسر جهان فروخته است.
تاکنون ۶ بار آلبومهای گروه یوتو (U2) پرفروشترین آلبوم آمریکا و ۹ بار هم پرفروشترین آلبوم در بریتانیا بوده‌است. گروه مشهور یوتو همچنین ۲۲ بار برنده جایزه گرمی که مهم‌ترین جایزه بین‌المللی در عرصه موسیقی است شده‌است. گفتنی است هیچ گروه موسیقی تاکنون در جهان برنده چنین تعدادی از جوایز گرمی نشده‌است.
شهرت این گروه به حدی اوج یافت که مجله رولینگ استون از یو۲ به‌عنوان "تنها گروهی که اهمیت دارد" یاد کرد.

## اعضا
- پال دیوید هیوسن: گیتار الکتریک، فلوت، آواز
- دیوید هاول ایوانز: گیتار الکتریک، کیبورد، همخوانی
- آدام کلیتون : گیتار بیس
- لری مولن جونیور: درام، در بعضی مواقع همخوانی

## مبارزه‌ها و فعالیتها
گروه یوتو در جریان جنبش سبز از مردم ایران حمایت می‌کنند.
گروه U2 ترانه یکشنبه خونین Sunday Bloody Sunday را در استادیوم نیوکمپ بارسلونا، بزرگترین استادیوم اروپا، در جهت همبستگی با مردم ایران و با نوشتن اشعار فارسی بروی پرده سبز اجراء کرد.

## دیسکوگرافی

### آلبوم‌های استودیو
| تاریخ عرضه      | عنوان                                                                    |
| --------------- | ------------------------------------------------------------------------ |
| ۲۰ اکتبر، ۱۹۸۰  | پسر (Boy)                                                                |
| ۲۰ اکتبر، ۱۹۸۱  | اکتبر (October)                                                          |
| ۲۸ فوریه, ۱۹۸۳  | جنگ (War )                                                               |
| ۱ اکتبر, ۱۹۸۴   | آتش فراموش نشدنی (The Unforgettable Fire)                                |
| ۹ مارس, ۱۹۸۷    | درخت جوشوا (The Joshua Tree)                                             |
| ۱۰ اکتبر, ۱۹۸۸  | هیاهو و همهمه (Rattle and Hum بازآمیزی از آلبوم‌های زنده و استودیو)       |
| ۱۹ نوامبر, ۱۹۹۱ | آختونگ بِیبی (Achtung Baby)                                               |
| ۶ ژوئیه, ۱۹۹۳   | زوروپا (Zooropa)                                                         |
| ۴ مارس, ۱۹۹۷    | پاپ (Pop)                                                                |
| ۳۰ اکتبر, ۲۰۰۰  | تمام چیزهایی که نمی‌توانی پشت سر بگذاری (All That You Can't Leave Behind) |
| ۲۲ نوامبر, ۲۰۰۴ | چگونه یک بمب اتمی را خنثی کنیم (How to Dismantle an Atomic Bomb)         |
| ۲۷ فوریه, ۲۰۰۹  | خطی در افق نیست (No Line on the Horizon)                                 |
| ۲۰۱۴            | ترانه‌های بی‌گناهی ("Songs of Innocence")                                  |
| ۲۰۱۷            | ترانه‌های تجربه (""Songs Of Experience"")                                 |

### آلبوم‌های زنده
1. ۱۹۸۳ - Under a Blood Red Sky (زیر آسمان قرمز خونین)
2. ۱۹۸۸ - Rattle and Hum (تق تق و من من)
3. ۲۰۰۰ - Hasta La Vista Baby!
4. ۲۰۰۴ - "Live from the Point Depot (زنده از پوینت دیپات)"
5. ۲۰۰۵ - U2.Communication (ارتباط یوتو)
6. ۲۰۰۶ - "Zoo TV Live (زو تی وی زنده)"
7. ۲۰۰۷ - "Live from Paris (زنده از پاریس)"

### آلبوم‌های بهترین‌ها
1. ۱۹۹۵ - "Melon: Remixes for Propaganda"
2. ۱۹۹۸ - The Best of ۱۹۸۰-۱۹۹۰
3. ۲۰۰۲ - The Best of ۱۹۹۰-۲۰۰۰
4. ۲۰۰۴ - "Unreleased and Rare"
5. ۲۰۰۶ - "U218 Singles"
6. ۲۰۰۹ - "Medium, Rare and Remastered"
7. ۲۰۱۰ - "Artificial Horizon"
8. ۲۰۱۰ - "Best of U2"
9. ۲۰۱۰ - "Duels"

### سایر آثار
1. ۱۹۷۹ - Three (EP)
2. ۱۹۸۵ - Wide Awake in America
3. ۱۹۹۳ - Melon
4. ۱۹۹۵ - Original Soundtracks No. ۱
5. ۱۹۹۷ - "Please: PopHeart Live EP"
6. ۲۰۰۰ - Million Dollar Hotel Soundtrack
7. ۲۰۰۲ - ۷ (EP)
8. ۲۰۰۳ - "Exclusive"
9. ۲۰۰۳ - "Early Demos"
10. ۲۰۰۴ - "Live from Under the Brooklyn Bridge"
11. ۲۰۰۴ - The Complete U۲

## اطلاعات عمومی
- یو تو آهنگ Pride را تقدیم به مارتین لوتر کینگ نمود.
- آهنگ Where The Streets Have No Name اول بار به‌طور زنده و اعلام نشده در ۲۷ مارس ۱۹۸۷ بر روی پشت بام ساختمانی در یکی از محلات مرکزی شهر لس آنجلس اجرا گردید. ۳۵۰۰۰ عابر پیاده جهت دیدن این فرصت از گذر باز ایستاده و عبور و مرور شهر را در هم ریختند.
- آهنگ Sunday Bloody Sunday در اعتراض به گشودن آتش بر روی تظاهر کنندگان ایرلندی توسط پلیس انگستان ساخته گردید.
- آهنگ Gloria اولین ویدئوی این گروه بود. قسمت‌هایی از آهنگ به زبان لاتین خوانده شده و آهنگ تقدیم به همسر بونو گردید.
- بونو تا کنون چندین بار با کوفی عنان جهت بحث در مورد چگونگی بخشش بدهی‌های کشورهای فقیر جهان دیدار و گفتگو نموده.
- سبک منحصربه‌فرد گیتاریست گروه (دی اج) به‌خوبی در آهنگ In God's country («در کشور خداوند») هویدا است. این آهنگ تقدیم به مردم و کشور آمریکا گردیده.
- آهنگ Seconds در اعتراض به مسابقه تسلیحات هسته‌ای ساخته شد.
- آهنگ Mysterious Ways در کشور مراکش ساخته شد.
- یوتو با خواننده محبوب و نامی کانتری جانی کش آهنگی ساخت به نام The Wanderer

## نگاره

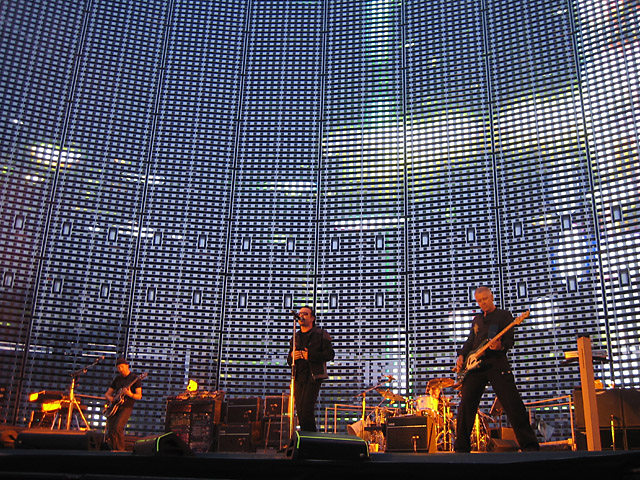
کنسرت بروکسل ۲۰۰۵
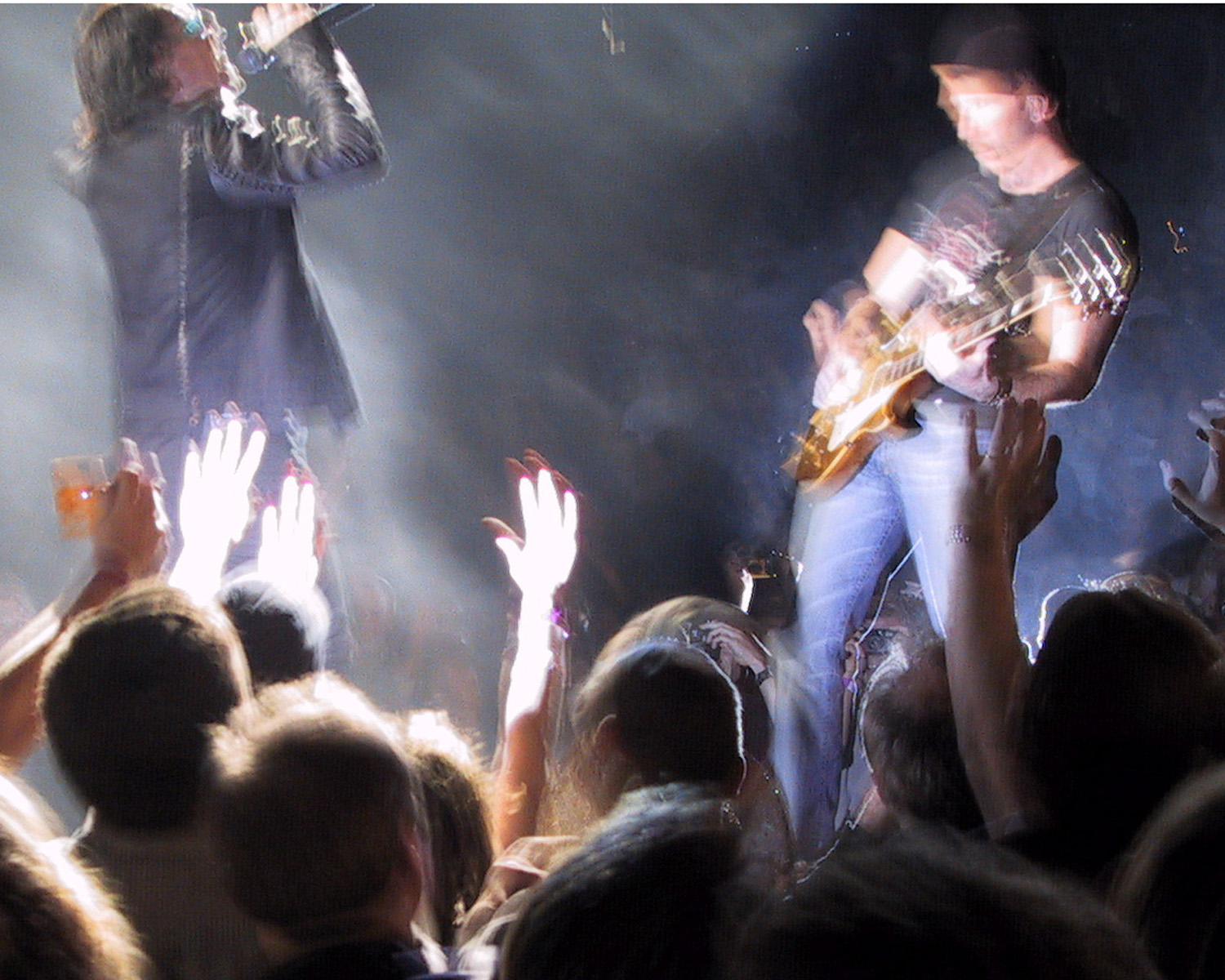
بونو و دی اج در تب و تاب
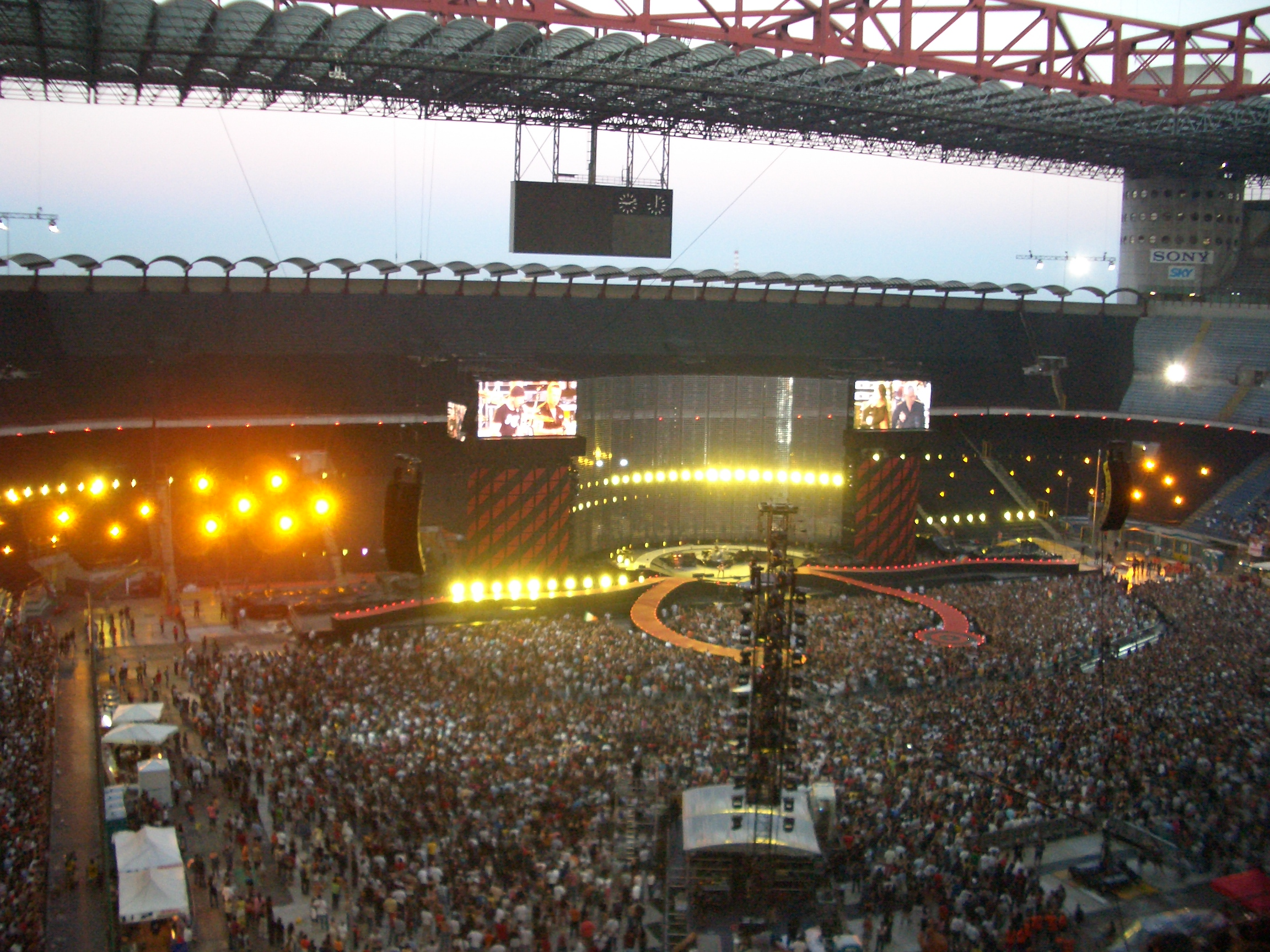
کنسرت در ورزشگاه میلان
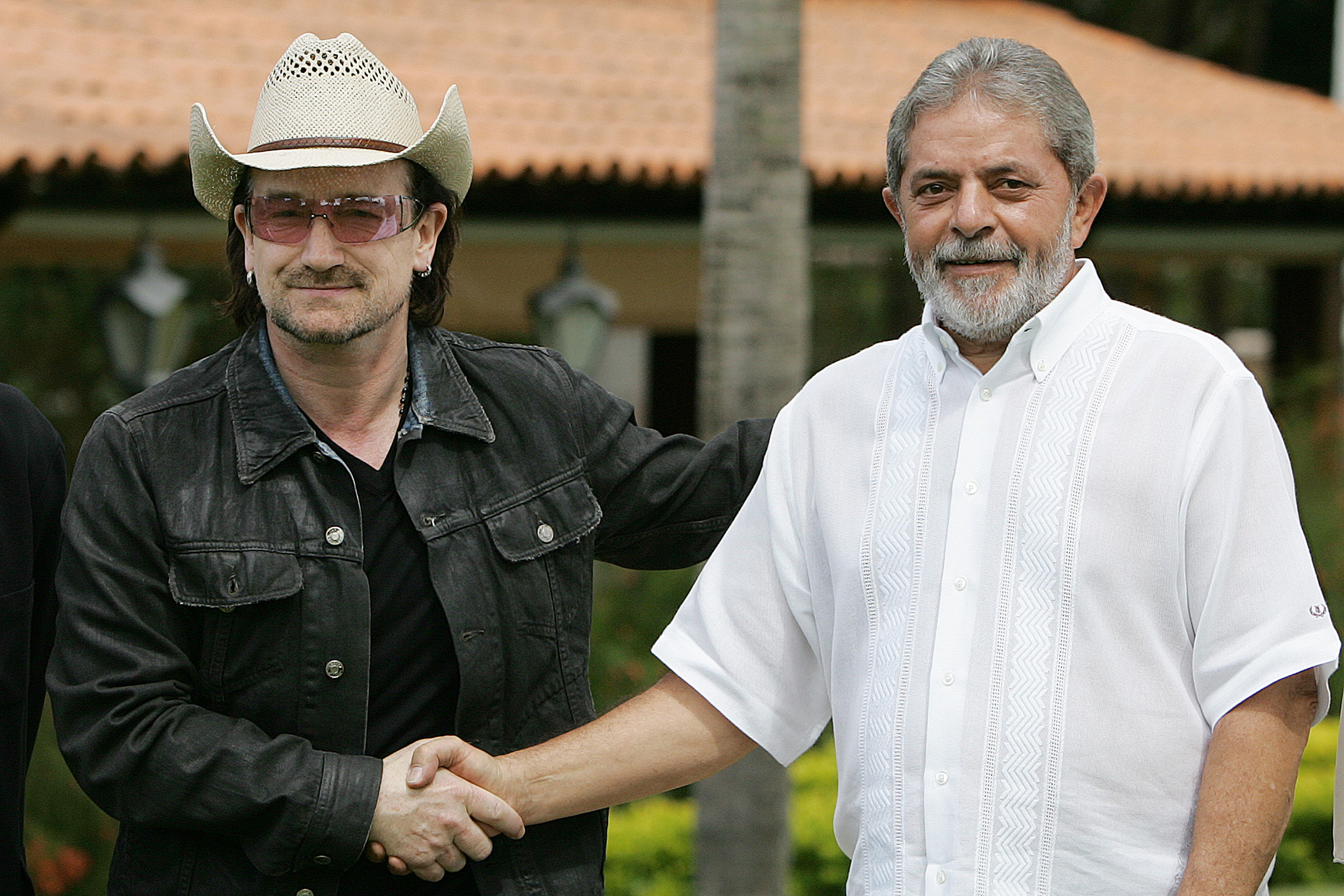
بونو به همراه ریاست جمهوری کشور برزیل